# Krokodyl gawialowy
Krokodyl gawialowy, krokodyl sundajski (Tomistoma schlegelii) – gatunek słodkowodnego krokodyla z rodziny gawialowatych (Gavialidae).

## Występowanie
Występuje w całej Indonezji. Największa populacja zaobserwowana populacja występuje na Sumatrze oraz w Kalimantanie (w Parku Narodowym Tanjung Puting), a mniejsze skupisko można spotkać w Malezji. Przypuszcza się, że został wytępiony w Tajlandii, bo od 1970 roku nie zaobserwowano tam żadnego osobnika. Dziką populację szacuje się na poniżej 2500 dorosłych osobników.

## Systematyka
Krokodyl gawialowy jest jedynym żyjącym współcześnie przedstawicielem rodzaju Tomistoma i grupy Tomistominae. Tradycyjnie zaliczany do rodziny krokodylowatych (krokodyli właściwych), co wspierają dane morfologiczne, jednak badania molekularne sugerują, że należy do gawiali. Rozwój czaszki Tomistoma schlegelii, kształt całej głowy, jak również jej części rostralnej i postrostralnej bardziej przypominają tę występującą u Crocodylidae, co wspiera hipotezę o pokrewieństwie krokodyla gawialowego powstałą na podstawie danych morfologicznych.

## Charakterystyka

### Morfologia
Osiąga do 5 m długości. Głowa wąska i znacznie wydłużona (ok. 4,5 razy dłuższa u podstawy niż szeroka). Podobny smukły kształt pyska ma gawial gangesowy i od niego pochodzi jego nazwa. Zęby długie, cienkie i ostre o jednakowej długości. Górna szczęka nie ma wycięć jak u innych przedstawicieli rodziny. Grzbiet oliwkowo brązowy, brzuch żółtozielony lub  żółtawy, na ogonie szerokie poprzeczne ciemnobrązowe pręgi.

### Biotop
Jest gatunkiem słodkowodnym, preferuje wody płytkie, do 1 metra głębokości, o odczynie kwasowym. Najczęściej spotykany w nizinnych lasach bagiennych, torfowiskach oraz rzekach i strumieniach. Spotykany jest również na obrzeżach lasów deszczowych przy rzekach z wolnym nurtem.  

### Pokarm
Wydłużony pysk z cienkimi, długimi zębami stanowi wyspecjalizowane narzędzie do chwytania ryb. Głównym składnikiem diety są ryby, ale również skorupiaki. Większe osobniki mogą polować także na ssaki i ptaki.

### Rozmnażanie
Sezon godowy zaczyna się w maju. Samice budują gniazda w kształcie kopca do 60 cm wysokości. Budulcem są zazwyczaj suche liście i torf, do którego składają od 20 do 60 jaj. Każde jajo ma ok. 10 cm długości. Okres inkubacji trwa ok. 90 dni. Rodzice nie opiekują się młodymi.

### Zachowanie
Większość czasu spędzają zanurzone w płytkiej wodzie z wystawionymi oczami oraz nozdrzami. Zazwyczaj zanurzenie trwa od 10 do 15 minut, jednak mogą pozostać pod wodą nawet do 2 godzin. 

## Status zagrożenia
W Czerwonej księdze gatunków zagrożonych Międzynarodowej Unii Ochrony Przyrody (IUCN) krokodyl gawialowy jest klasyfikowany jako gatunek zagrożony (EN, ang. endangered). Spadek liczebności związany jest z utratą siedlisk przez wycinkę lasów oraz osuszanie bagien. Na regres populacyjny wpływa również fakt, że ich jaja są wykorzystywane w medycynie tradycyjnej.